# Degenfeld-Schanzen
Die Degenfeld-Schanzen in Degenfeld, einem Stadtteil von Schwäbisch Gmünd im Ostalbkreis, bestehen aus mehreren Skisprungschanzen. Zu den Kalte-Feld-Schanzen gehören drei Schanzen mit den Konstruktionspunkten K 15, K 43 und K 75, die alle mit Matten belegt sind. Dazu kommt die Winterhalderschanze mit K 88 in der Kategorie Normalschanze.

## Geschichte

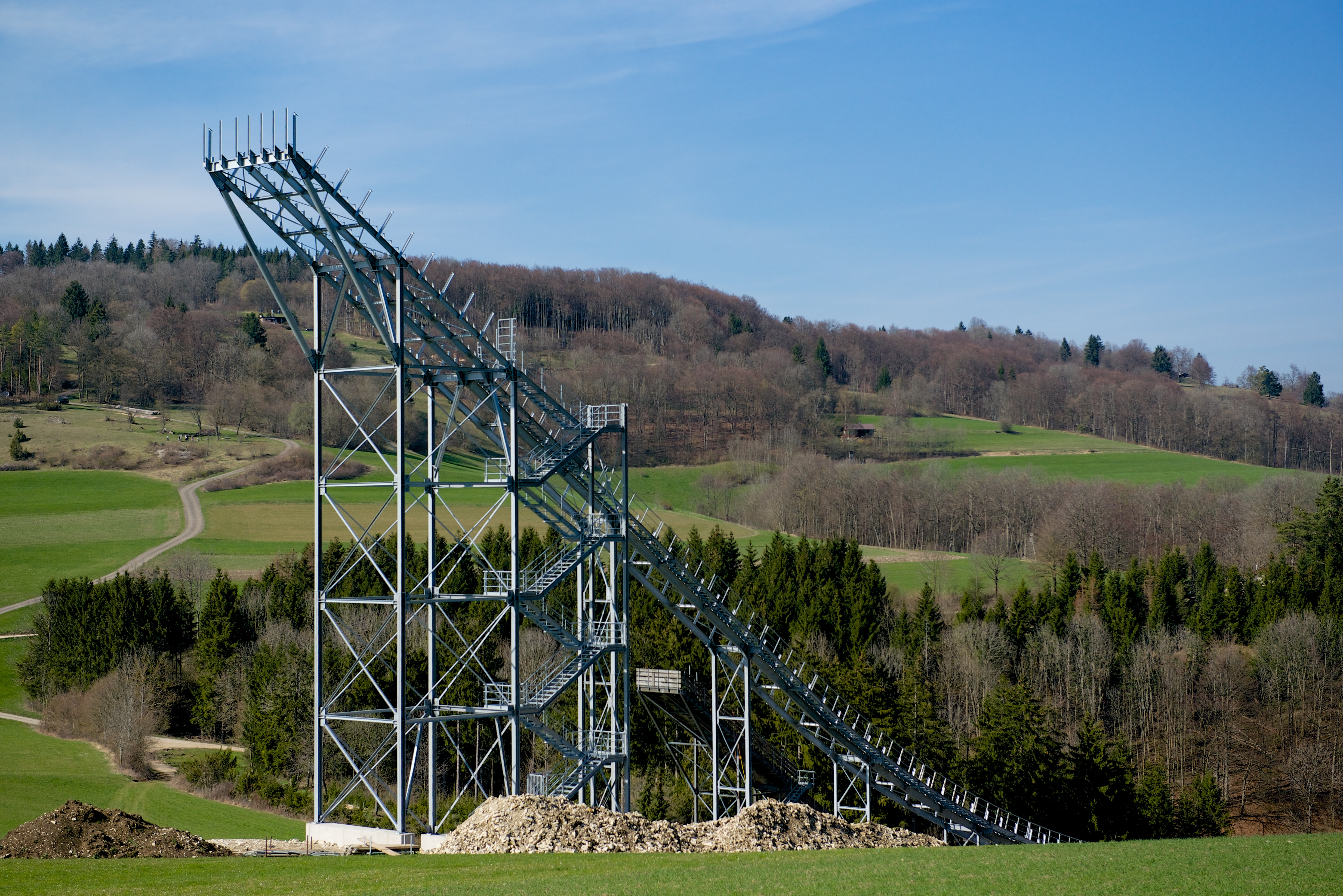
Neue Degenfelder Schanze im Bau

Die Winterhalderschanze wurde in den Jahren 1925/26 gebaut und 1926 eingeweiht. Ein Jahr später fanden vor Ort die ersten Schwäbischen Meisterschaften statt. Nach dem Zweiten Weltkrieg fanden 1947 erstmals wieder Schwäbische Meisterschaften statt. Wegen des großen Publikumszuspruchs wurden in den 1950er Jahren die Skisprungveranstaltungen auf der Winterhalderschanze ausgetragen.
Nach langer Planung wurden in den Jahren 1990 bis 1992 die ersten beiden Kalte-Feld-Schanzen errichtet. Nach dem Bau dieser Mattenschanzen K 15 und K 43 wurde Degenfeld Stützpunkt im Schwäbischen Skiverband. Bei der kleinen K 15-Schanze, die seit einiger Zeit als Galgenbergschanze benannt ist, wurde 2011 die Keramik-Anlaufspur durch eine Edelstahlspur mit eingesetzten Keramiknoppen ersetzt.
Von 2003 bis 2013 plante der Verein SC Degenfeld eine neue Mittlere Mattenschanze K 75 zu bauen. Der Bau sollte 1,3 Millionen Euro kosten. Der erste Spatenstich erfolgte am 26. April 2013, die Einweihung erfolgte am 25. Juni 2017 durch die Lokalmatadorin Carina Vogt.